# Jacques Ekomié
Jacques Emmanuel Paul Ekomié (* 19. August 2003 in Libreville) ist ein gabunisch-französischer Fußballspieler, der beim SCO Angers in der Ligue 1 und für die gabunische A-Nationalmannschaft spielt.

## Karriere

### Verein
Ekomié begann seine fußballerische Ausbildung beim FCE Mérignac Arlac. Anschließend spielte er beim Stadtrivalen SA Mérignac. Hier kam er in der Saison 2020/21 achtmal in der U19-Liga zum Einsatz. Im Sommer 2021 wechselte er zu Girondins Bordeaux, wo er weitere Einsätze bei den A-Junioren sammelte, jedoch auch schon in der Liga im Kader stand und im Pokal eingesetzt wurde. Zudem spielte er zahlreich für das fünftklassige Zweitteam. Nach dem Abstieg in die Ligue 2 als Tabellenletzter kam Ekomié direkt am ersten Spieltag zu seinem Profidebüt über 90 Minuten gegen den FC Valenciennes. In der gesamten Saison 2022/23 wurde er siebenmal eingesetzt und verpasste mit seinem Team nur knapp den direkten Wiederaufstieg. Daraufhin wurde er in der Folgesaison 2023/24 immer öfter eingesetzt und kam so auf 23 Spiele in der linken Außenverteidigung, aber auch manchmal in der Innenverteidigung.
Nachdem Girondins Bordeaux Insolvenz anmelden musste und in die National zwangsabgestiegen war, wechselte er zum Erstligaaufsteiger SCO Angers.

### Nationalmannschaft
Ekomié debütierte am 23. März 2023 in der Afrika-Cup-Qualifikation bei einem 1:0-Sieg gegen den Sudan, als er kurz vor Spielende für Johann Obiang ins Spiel kam.